# یاد باد آنکه سر کوی توام منزل بود
غزلی با مطلع «یاد باد آن‌که سر کوی توام منزل بود» غزل شمارهٔ ۲۰۷ از دیوانِ حافظ در تصحیحِ محمد قزوینی و قاسم غنی است.

## در اجراها
خوانساری در برنامهٔ شمارهٔ ۱۳۵ از مجموعهٔ گل‌های تازه این غزل را در دستگاهِ سه‌گاه اجرا کرده‌است.